# Star Tower, Gangnam Finance Center
La Star Tower est un gratte-ciel de 204 mètres construit en 2001 dans le quartier de Gangnam à Séoul en Corée du Sud. La tour tient son nom de l'étoile qui figure à son sommet.